# Формула Клаузиуса — Моссотти
Фо́рмула Кла́узиуса — Моссо́тти описывает связь статической диэлектрической проницаемости диэлектрика с поляризуемостью составляющих его частиц. Получена независимо друг от друга в 1850 г. Оттавиано Ф. Моссотти и в 1879 г. Рудольфом Ю. Э. Клаузиусом.
В случаях, когда вещество состоит из частиц одного сорта, в Гауссовой системе единиц формула имеет вид:
{\displaystyle {\frac {\varepsilon -1}{\varepsilon +2}}={\frac {4\pi }{3}}N\alpha ,}
где {\displaystyle \varepsilon } — диэлектрическая проницаемость, {\displaystyle N} — количество частиц в единице объёма, а {\displaystyle \alpha } — их поляризуемость.
Уточним, что под поляризуемостью частицы здесь понимается коэффициент {\displaystyle \alpha }, связывающий напряжённость постоянного электрического поля {\displaystyle {\vec {E}}}, действующего на частицу, с дипольным моментом {\displaystyle {\vec {p}}}, образующимся у частицы под действием этого поля:
{\displaystyle {\vec {p}}=\alpha {\vec {E}}.}
Поскольку предполагается, что поле во времени не изменяется, то его действие способно вызывать смещения частиц как с малой массой — электронов, так и с большой — ионов и атомов. Соответственно, в данном случае поляризуемость включает в себя электронную, ионную и атомную поляризуемости.
Формулу записывают также в виде:
{\displaystyle {\frac {\varepsilon -1}{\varepsilon +2}}\cdot {\frac {M}{\rho }}={\frac {4\pi }{3}}N_{\mathrm {A} }\alpha ,}
где {\displaystyle M} — молекулярная масса вещества, {\displaystyle \rho } — его плотность, а {\displaystyle N_{\mathrm {A} }} — постоянная Авогадро.
Если вещество состоит из частиц нескольких сортов с поляризуемостями {\displaystyle \alpha _{i}} и объёмными концентрациями {\displaystyle N_{i}}, то формула принимает вид:
{\displaystyle {\frac {\varepsilon -1}{\varepsilon +2}}={\frac {4\pi }{3}}\left[N_{1}\alpha _{1}+N_{2}\alpha _{2}+\cdots +N_{n}\alpha _{n}\right].}
Формула применима только по отношению к неполярным диэлектрикам, то есть к таким, частицы которых собственным дипольным моментом не обладают. Для применимости формулы необходимо также, чтобы диэлектрик был изотропным.

## Вывод
Макроскопическую  поляризацию {\displaystyle {\vec {P}}} можно представить как сумму индуцированных дипольных моментов  {\displaystyle {\vec {p}}_{\text{ind}}} в рассматриваемом объеме, деленную на объем (как плотность дипольного момента):
{\displaystyle {\vec {P}}=N{\vec {p}}_{\text{ind}}=N\alpha {\vec {E}}_{\text{local}}}
где  {\displaystyle N} - концентрация частиц , {\displaystyle \alpha } - поляризуемость, {\displaystyle {\vec {E}}_{\text{local}}} - локальное электрическое поле, действующее на атом или молекулу.
Запишем связь поляризации и среднего макроскопического поля через диэлектрическую восприимчивость  {\displaystyle \chi } и диэлектрическую проницаемость {\displaystyle \varepsilon _{\mathrm {r} }}:
{\displaystyle {\vec {P}}=\chi \varepsilon _{0}{\vec {E}}=\left(\varepsilon _{\mathrm {r} }-1\right)\varepsilon _{0}{\vec {E}}}
и получим следующее равенство:
{\displaystyle \left(\varepsilon _{\mathrm {r} }-1\right)\varepsilon _{0}{\vec {E}}=N\alpha {\vec {E}}_{\text{local}}}
Теперь необходимо связать локальное поле со средним.
Заметим, что для разреженных газов локальное поле равно внешнему,  {\displaystyle {\vec {E}}_{\text{local}}={\vec {E}}} , и тогда:
{\displaystyle \left(\varepsilon _{\mathrm {r} }-1\right)={\frac {N}{\varepsilon _{0}}}\alpha }
Для  диэлектрика локальное поле не равно приложенному внешнему полю, поскольку соседние индуцированные диполи также создают электрическое поле.
{\displaystyle {\vec {E}}_{\text{local}}={\vec {E}}+{\vec {E}}_{\text{L}}}
{\displaystyle {\vec {E}}}: внешнее электрическое поле
{\displaystyle {\vec {E}}_{\text{L}}={\vec {P}}/(3\varepsilon _{0})}: электрическое поле окружения, созданное поляризацией за пределами сферы Лоренца.
Таким образом, локальное поле:
{\displaystyle {\vec {E}}_{\text{local}}={\vec {E}}+{\frac {1}{3\varepsilon _{0}}}{\vec {P}}={\vec {E}}+{\frac {\left(\varepsilon _{\mathrm {r} }-1\right)\varepsilon _{0}}{3\varepsilon _{0}}}{\vec {E}}={\frac {\varepsilon _{\mathrm {r} }+2}{3}}{\vec {E}}}
При подстановке в равенство выше:
{\displaystyle \left(\varepsilon _{\mathrm {r} }-1\right)\varepsilon _{0}{\vec {E}}=N\alpha {\frac {\varepsilon _{\mathrm {r} }+2}{3}}{\vec {E}}}
в итоге получаем формулу Клаузиса-Моссотти:
{\displaystyle {\frac {\varepsilon _{\mathrm {r} }-1}{\varepsilon _{\mathrm {r} }+2}}={\frac {N\alpha }{3\varepsilon _{0}}}}

## Обсуждение
Приближённый характер присущ формуле изначально, поскольку приближённой является модель диэлектрика, используемая при её выводе. Действительно, в общем случае нет оснований полагать, что диэлектрик состоит из отдельных частиц с поляризуемостями, присущими им как таковым.
Так, в диэлектриках с ковалентными связями электроны могут принадлежать сразу двум атомам. В ионных кристаллах такого обобществления не происходит, но поляризуемости ионов в кристаллах могут существенно отличаться от их поляризуемостей в свободном состоянии.
Точность формулы зависит от агрегатного состояния среды, для описания которой она используется. С наиболее высокой точностью формула справедлива для газов и жидкостей.
Обобщением формулы Клаузиуса — Моссотти на случай полярных диэлектриков, частицы которых обладают дипольным моментом и в отсутствие поля, является формула Ланжевена – Дебая.
В случае оптических частот электромагнитного поля, соответствующих видимому и ультрафиолетовому излучению, смещения ионов и атомов под действием поля происходить не успевают. Поэтому на формирование диэлектрической проницаемости влияют только электронные поляризуемости частиц. Соответственно, в этом случае используется аналог формулы Клаузиуса — Моссотти, справедливый для оптического излучения, — формула Лоренца — Лоренца.
В настоящее время формула Клаузиуса — Моссотти используется не только в её первоначальном виде, формулу продолжают развивать и совершенствовать для повышения точности получаемых результатов и расширения сферы её применения.